# Asiacornococcus exiguus
Asiacornococcus exiguus är en insektsart som först beskrevs av William Miles Maskell 1897.  Asiacornococcus exiguus ingår i släktet Asiacornococcus och familjen filtsköldlöss. Inga underarter finns listade i Catalogue of Life.